# Allium geyeri
Allium geyeri — вид трав'янистих рослин родини амарилісові (Amaryllidaceae), поширений на південному заході Канади й у США.

## Опис
Цибулин 2–10+, яйцюваті або більш подовжені, 1–2.5 × 0.8–2 см; зовнішні оболонки містять 1 або більше цибулин,  сірі або коричневі, сітчасті; внутрішні оболонки білуваті. Листки стійкі, звичайно зелені в період цвітіння, як правило, 3–5; листові пластини плоскі, жолобчасті, (6)12–30 см × 1–3(5) мм, краї цілі або зубчасті. Стеблина стійка, поодинока, прямостійна, циліндрична або дещо двокута, 10–50 см × 1–3 мм. Зонтик стійкий, прямостійний, компактний, 10–25-квітковий, півсферичний до кулястого, цибулинки невідомі. Квіти урноподібно-дзвінчасті, (4)6–8(10) мм; листочки оцвітини прямостійні або розлогі, від рожевих до білих, від ланцетних до яйцюватих, ± рівні, не в'януть при плодах, краї часто невиразно зубчасті, верхівка від тупої до загостреної. Пиляки жовті; пилок жовтий. Насіннєвий покрив блискучий.

## Поширення
Поширений у штатах Альберта, Британська Колумбія, Саскачеван — Канада й штатах Аризона, Колорадо, Айдахо, Монтана, Невада, Нью-Мексико, Орегон, Південна Дакота, Техас, Юта, Вашингтон, Вайомінг — США.